# Museo del Legado
El Museo del Legado: de la esclavitud al encarcelamiento masivo es un museo ubicado en Montgomery, Alabama, que muestra la historia de la esclavitud y el racismo en Estados Unidos. Esto incluye la esclavitud de afroamericanos, linchamientos raciales, segregación y prejuicios raciales.

## Desarrollo
El museo, que se inauguró el 26 de abril de 2018, fue fundado por la Iniciativa de Justicia Igualitaria de Montgomery como contraparte del Monumento Nacional a la Paz y la Justicia, que está dedicado específicamente a la memoria de las víctimas del linchamiento. El desarrollo y la construcción del museo y el monumento cercano costaron aproximadamente 20 millones de dólares recaudados de donaciones privadas y fundaciones caritativas. El exvicepresidente Al Gore participó en la reunión de apertura.

## Exposiciones
El museo presenta obras de arte de Hank Willis Thomas, Glenn Ligon, Jacob Lawrence, Elizabeth Catlett, Titus Kaphar y Sanford Biggers. Una de sus exhibiciones es una colección de tierra de sitios de linchamiento en los Estados Unidos. Las exhibiciones en el museo de 3.35 m2 incluyen historia oral, materiales de archivo y tecnología interactiva.
El objetivo del museo es guiar al visitante por el camino de la esclavitud a la opresión racial en otras formas, incluido el linchamiento terrorista y el encarcelamiento masivo de minorías. Para ilustrar el punto de la opresión en curso, las exhibiciones incluyen fotografías de afroamericanos recogiendo algodón; las fotos podrían confundirse fácilmente con el período de la esclavitud. De hecho, son reclusos de los años sesenta. A diferencia del Museo de Derechos Civiles de Misisipi, el Museo del Legado no cuenta una historia reconfortante del progreso de la opresión a la reforma de los derechos civiles, sino de formas en continua evolución de controlar a los negros. En una exposición reveladora, un grupo aterrorizado de africanos capturados y encadenados se encuentra frente a un grupo de hombres, con los brazos en alto, en el momento del arresto.
El museo emplea tecnología para dramatizar el horror y el terror de la esclavitud, los linchamientos y la segregación racial legalizada en Estados Unidos. Los visitantes pueden escuchar, ver y estar muy cerca de las réplicas de esclavos, que modelan lo que era ser un esclavo encarcelado esperando la venta en el bloque de subastas. Hay relatos en primera persona de la esclavitud y las subastas a través de narraciones y voces en off.

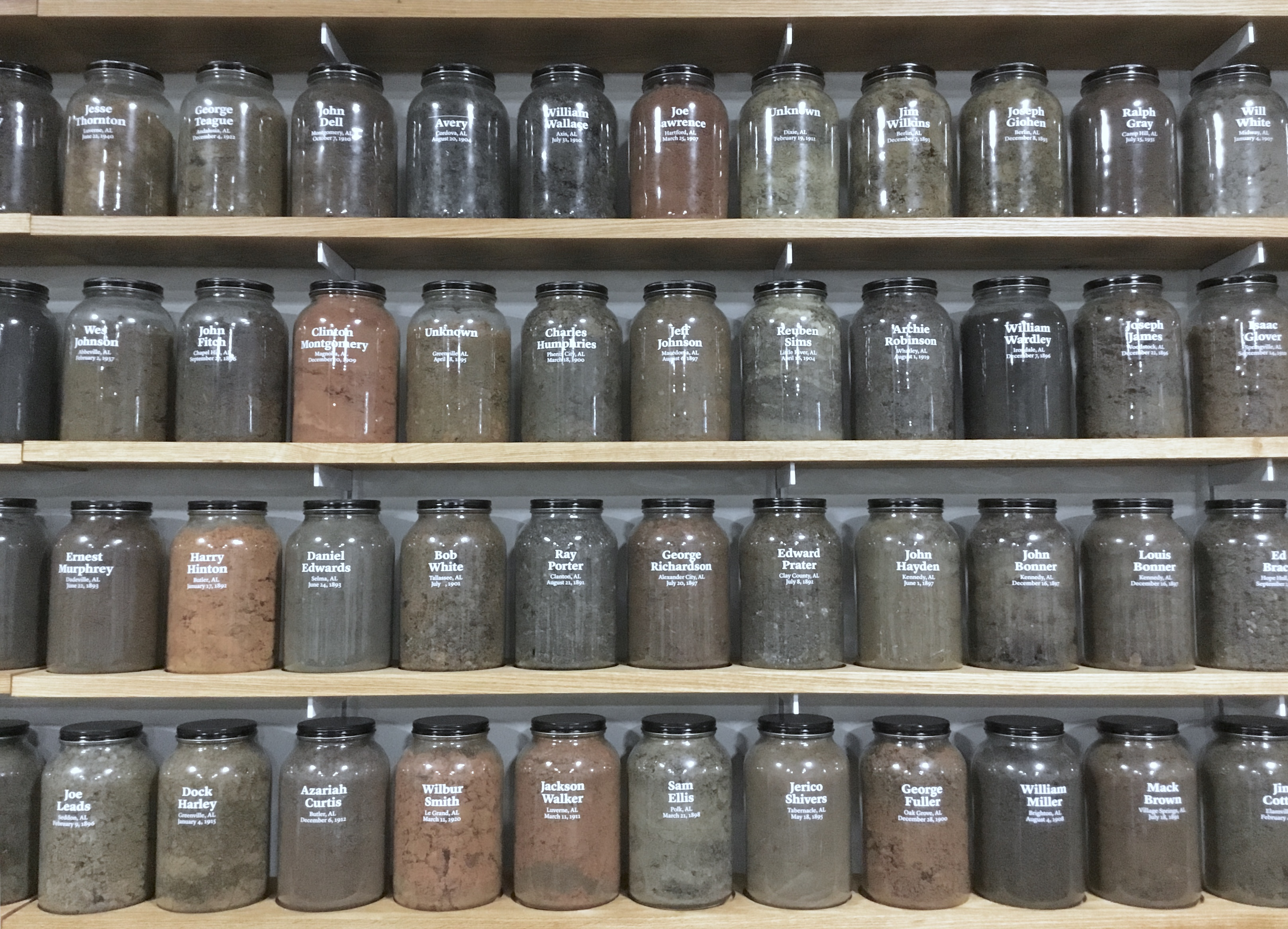
Una colección de tierra de sitios de linchamiento en los Estados Unidos en exhibición en el museo
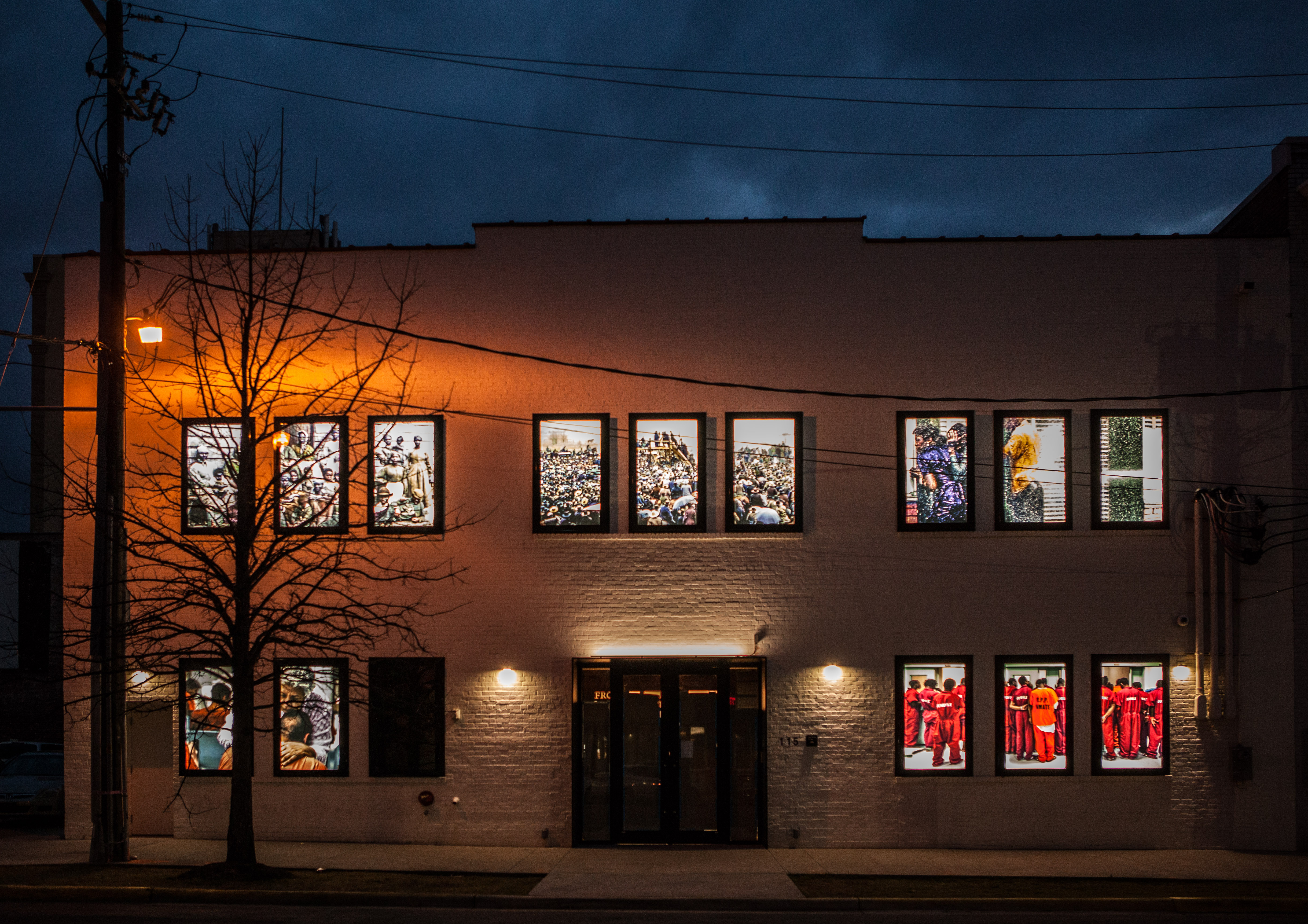
Exterior
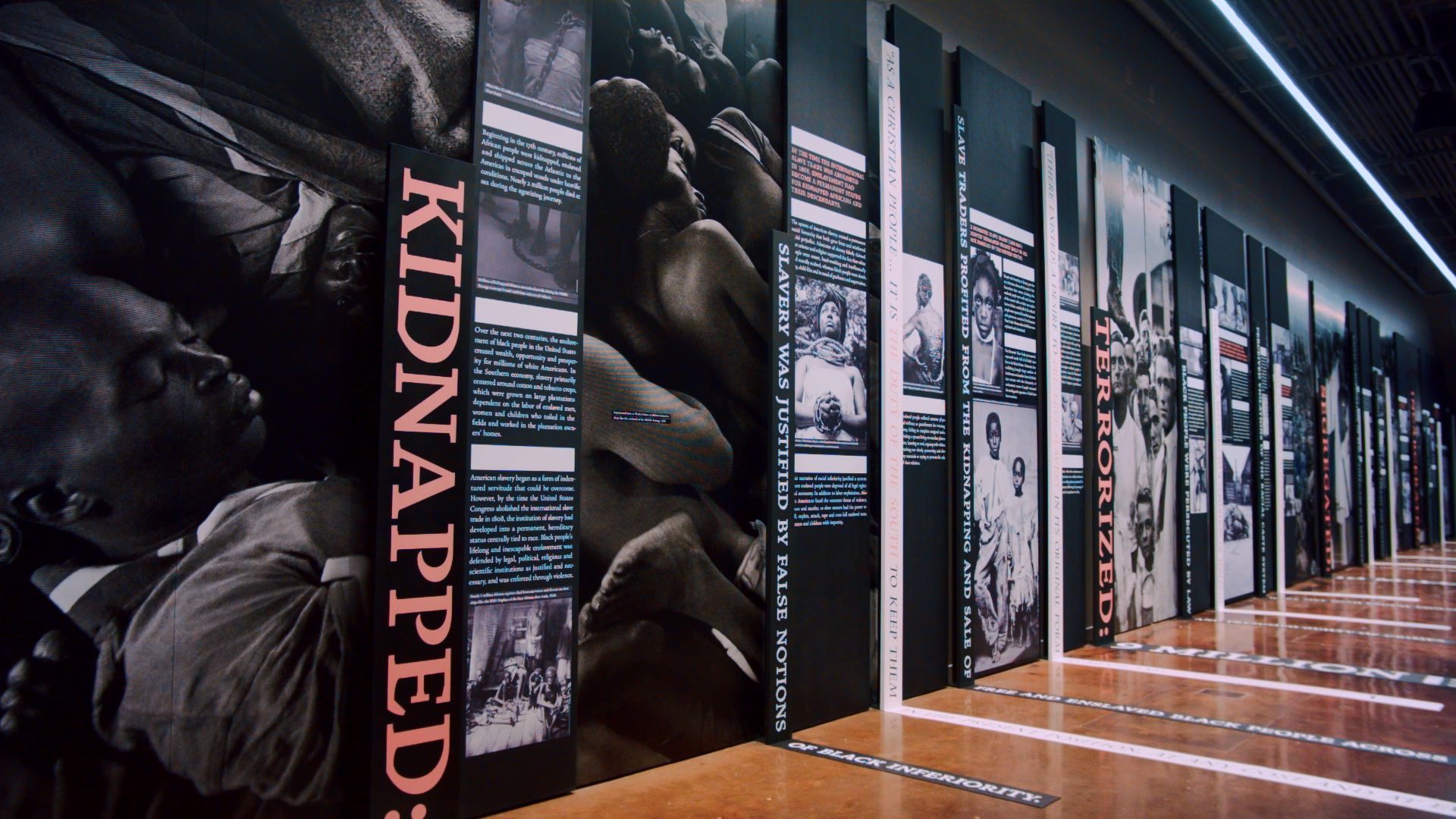
Exhibición sobre la esclavitud dentro del museo